# Neophasis pusilla
Neophasis pusilla är en plattmaskart. Neophasis pusilla ingår i släktet Neophasis och familjen Lepocreadiidae. Inga underarter finns listade i Catalogue of Life.